# Alchemilla pringlei
Alchemilla pringlei là loài thực vật có hoa trong họ Hoa hồng. Loài này được (Rydb.) Fedde mô tả khoa học đầu tiên năm 1908.